# 小花玉凤花
小花玉凤花（学名：Habenaria acianthoides），为兰科玉凤花属下的一个植物种。